# Allemanda

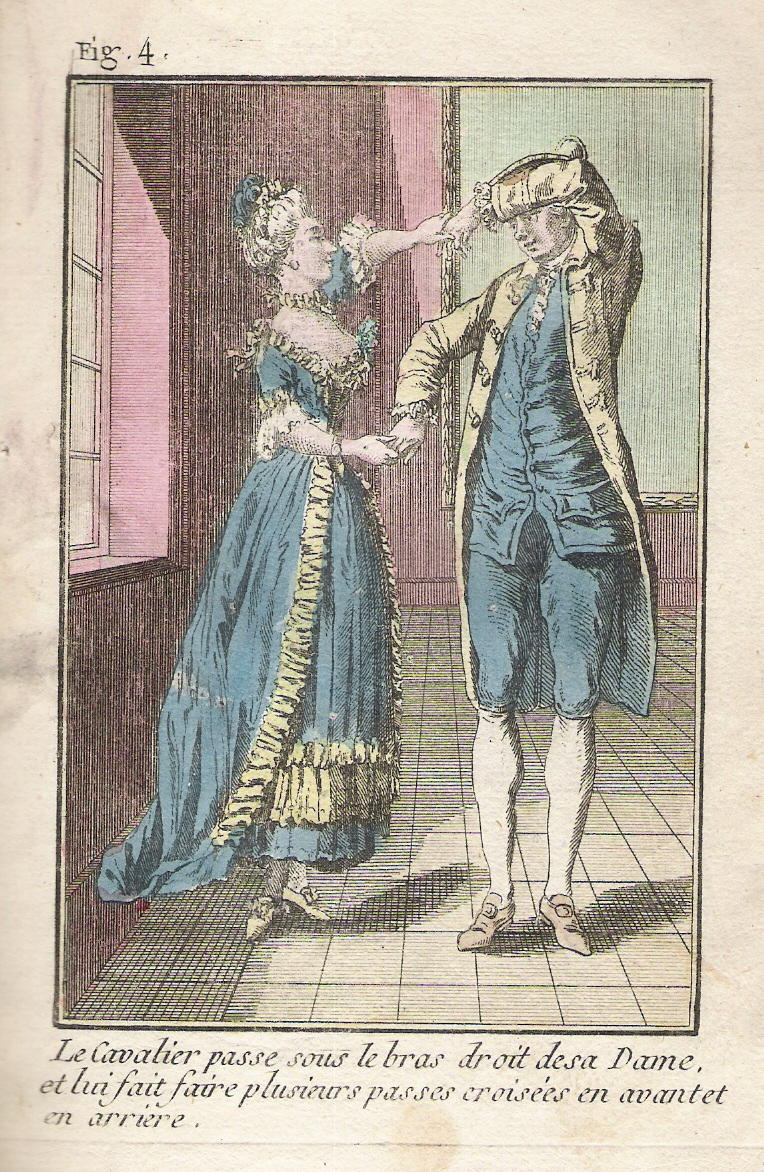
Illustrazione dall'Almanach dansant ou Positions et Attitudes de l'Allemande di Guillaume (1769)

L'allemanda o alemana (dal francese allemande; anche allemand, almain, alman, almond o almand; in italiano anche alemana) è una popolare danza di coppia rinascimentale e barocca d'origine tedesca. La corrispondente forma musicale è codificata nel tardo barocco come parte di una suite, di cui rappresenta il primo movimento standard, escluso il movimento introduttivo che si diffuse nel XVIII secolo.

## Storia
Le sue origini sono oscure e l'Orchésographie di Thoinot Arbeau la considera una danza oltremodo antica. La sua prima attestazione nel 1521 ne suggerisce la derivazione dalla bassadanza di corte nella variante tedesca detta Hoftanz. Si nota in proposito che due trattati italiani più antichi (anni '80 del XV secolo) si riferiscono a una varietà di bassadanza, la quadernaria, con il nome di saltarello tedesco. Diffusa in ambienti cortigiani francesi e in Inghilterra, l'allemanda derivò il suo nome dall'aggettivo francese allemand ("tedesco"), corrotto in inglese in varie forme tra cui almain e almand.
A metà del XVI secolo il nome di allemanda si era imposto nelle pubblicazioni edite in Francia e nei Paesi Bassi, mentre in Germania il ballo era noto semplicemente come Tantz e in Italia come ballo todescho. La nomenclatura usata da Susato nel 1551, nel distinguere tra allemaigne e basse danse, dimostra che all'epoca l'allemanda era ormai un genere autonomo.
Un'Allemana d'amor anonima conservata alla British Library, che rappresenta uno dei primi esempi del genere, rivela alcune delle caratteristiche che sembrano aver incoraggiato la standardizzazione dell'allemanda in un genere per strumento solista: ciò soprattutto nell'esplorazione delle successioni armoniche che, attuata con l'uso di una sezione centrale in tonalità contrastante con quella di partenza, avrebbe avvicinato la danza allo stile del preludio. Gli esempi inglesi e francesi per liuto o tastiera del XVII secolo, esaltando a loro volta l'invenzione melodico-armonica, contribuirono all'evoluzione dell'allemanda in una forma musicale ormai indipendente dal ballo, che avrebbe trovato il suo culmine artistico nelle suites e nelle partite bachiane per tastiera, violino, violoncello.
Nel Settecento la danza si evolvette in una variante sentimentale in tempo binario composto (68), finché il nome passò a designare una nuova danza di metro dispari (34), detta più propriamente tedesca, che aveva preso piede negli anni '30 del secolo e che, fattasi popolare nell'Ottocento, concorse alla nascita del valzer.

## Stile e struttura
L'allemanda è in origine una danza di metro pari semplice ( o 24), in tempo moderato, suddivisa in due o tre sezioni; alla metà del XVI secolo tuttavia era comune far seguire alla danza una ripresa (Nachtanz) in tempo quasi sempre ternario e più rapido.
Il ballo ha stile processionale e la coreografia che ne offre l'Orchésographie prevede che le coppie di ballerini procedano in fila da un capo all'altro della sala, ruotando infine intorno al partner per invertire la fila e tornare così al punto di partenza. I danzatori compiono in genere tre passi seguiti da una grève, o pied en l'air, che consiste nel sollevamento del piede libero in aria come a mimare un piccolo calcio; questa figura base trova una variazione nell'occasionale alternanza di passo e grève sulle quattro suddivisioni di una battuta. La terza sezione andava danzata più animatamente con l'inserimento di piccoli salti tra un passo e l'altro come nella corrente.
L'incipit del brano è generalmente anacrusico e la melodia presenta spesso ritmi puntati.